# Holmesimysis costata
Holmesimysis costata är en kräftdjursart som först beskrevs av Edward Morell Holmes 1900.  Holmesimysis costata ingår i släktet Holmesimysis och familjen Mysidae. Inga underarter finns listade i Catalogue of Life.